# يهن (ألقورات)
يهن (بالفارسية: یهن) هي مستوطنة تقع في إيران في قسم ألقورات الريفي. يقدر عدد سكانها بـ 54 نسمة .